# عصر یخبندان (فیلم ۱۹۷۵)
«عصر یخبندان» (آلمانی: Eiszeit) یک فیلم است که در سال ۱۹۷۵ منتشر شد. از بازیگران آن می‌توان به او. ئی. هاسه اشاره کرد.